# Moritz Heyne

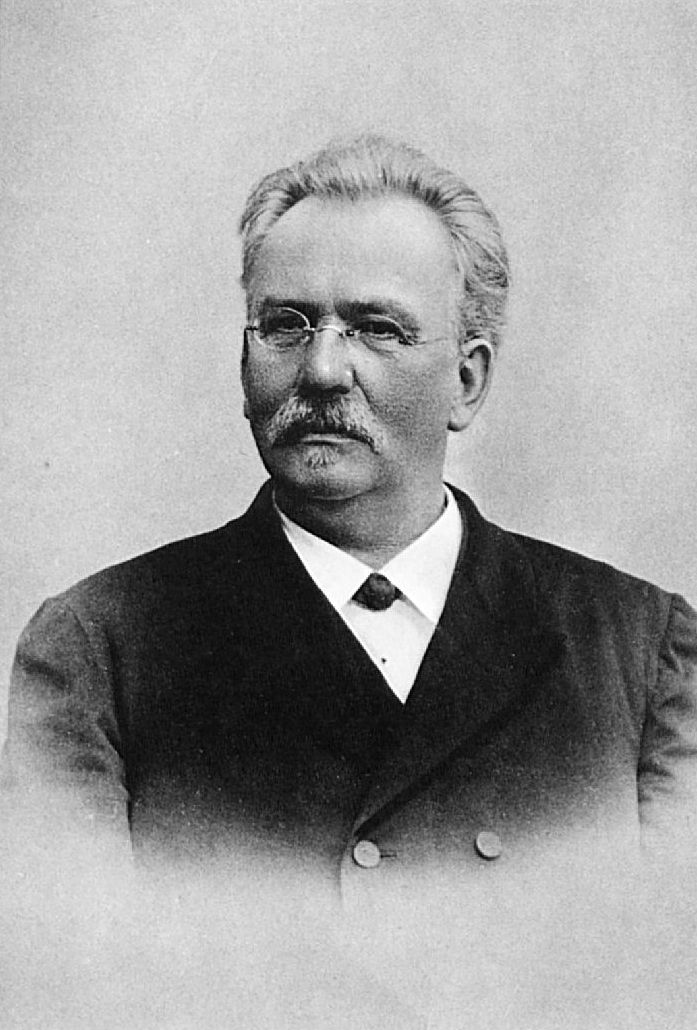
Moritz Heyne.

Moritz Heyne, född den 8 juni 1837 i Weißenfels, död den 1 mars 1906 i Göttingen, var en tysk germanist. 
Heyne blev extra ordinarie professor i Halle 1869, professor i Basel 1870 och i Göttingen 1883. Han utgav bland annat editioner av Beowulf (1863; 7:e upplagan av Socin 1903), som han därjämte metriskt översatte (2:a upplagan 1899), och av Ulfilas (10:e upplagan 1903). Heyne utarbetade bokstäverna H, I, J, L, M, N, R och början av S samt W och Z i bröderna Grimms Deutsches Wörterbuch. Han utgav även en mindre Deutsches Wörterbuch (3 band, 1890–1895).